# Ultimo a comparire
Ultimo a comparire è un pamphlet politico dello scrittore e archeologo Arcangelo Rotunno, scritto nel 1913, ma mai pubblicato a causa del forte stile satirico.

## Storia
Il pamphlet si presenta senza copertina e luogo di edizione ma reca nella pagina finale il nome dell’autore “Arcangelo Rotunno fu Giuseppe”, luogo e data “Padula, novembre 1913". Il titolo è allusivo al vecchio detto “Ultimo a comparir fu Gambacorta”, epiteto scherzoso rivolto a un ritardatario cronico. L'autore fa capire che intende rispondere a tono satirico, seppure in ritardo, ad accuse e maldicenze rivoltegli contro da un “Onorevole” locale e dal suo “cerchio magico”. Si tratta del deputato padulese Giovanni Camera, il quale rappresentò l’autentico “dominus” della politica nel Vallo di Diano, che non viene mai nominato da don Rotunno. Il "cerchio magico" si riferisce alla vicinanza di Camera alla loggia massonica "Porta Pia" di Sala Consilina.
Nei primi tempi dell’attività parlamentare intrattenne un buon rapporto col compaesano don Arcangelo, con cui aveva condiviso, parte degli studi e della formazione presso lo storico ebolitano Giacinto Romano. Ma la iniziale distanza per fede e ideologia fu accresciuta da due questioni di vitale importanza per Rotunno e sulle quali le sue aspettative erano contrastate o addirittura ignorate dall’onorevole Camera: in primis, le condizioni strutturali della Certosa di San Lorenzo, avviata verso la rovina a causa dell’abbandono in cui lo Stato la lasciava dopo che i restanti monaci furono espulsi nel 1866, nonostante fosse stata dichiarata monumento nazionale. La sua attività di parroco e archeologo, e le segnalazioni non premiarono i suoi sforzi, come da lui stesso dichiarato nel pamphlet:
(A. Rotunno, Ultimo a comparire, p.17)
Nella sua autodifesa dalle accuse di presunti favori ricevuti dall’onorevole, come la nomina ad Ispettore ministeriale, Rotunno precisa che non fu Camera a proporne la carica al ministro, ma il senatore Giacomo Racioppi, che gli riconosceva, in due lettere del settembre 1903, meriti di storico e archeologo. Lo stesso Camera tentò di calmare lo sdegno di don Arcangelo facendogli conferire la Croce di Cavaliere che don Rotunno rifiutò:
(Ultimo a comparire, p.16)
Rotunno mostrò ancora più sdegno quando il cenobio della Certosa divenne campo di concentramento per prigionieri di guerra e disertori, dal 1915. Camera, alle elezioni del 1924, venne sconfitto da Giovanni Amendola, appoggiato invece da don Rotunno. L'evento segnò il declino delle fortune politiche dello stesso Camera.

### Ritrovamento e ubicazione
Oggi il breve volume è conservato nella Biblioteca di storia dell'arte Bruno Molajoli di Napoli.

## Edizioni italiane
- Arcangelo Rotunno, Ultimo a comparire, Padula, Stampa Nazionale, 1913.